# Hagija Sofija
Hagija Sofija (grško Ναός τῆς Ἁγίας τοῦ Θεοῦ Σοφίας, turško Ayasofya, latinsko Sancta Sophia ali Sancta Sapientia), nekoč Cerkev svete Božje modrosti in zdaj uradno Velika mošeja Hagija Sofija je nekdanja patriarhalna bazilika in zdajšnja mošeja v turškem mestu Carigrad, nekdaj prestolnici Bizantinskega cesarstva Konstantinoplu (Carigradu).
Cerkev so začeli graditi za časa vladavine cesarja Justinijana I., leta 532, dokončana je bila v petih letih do leta 537. V njej se je odvijalo bogoslužje, praznovanja verskih praznikov, družbeni dogodki, in kronanje vzhodnorimskih cesarjev. Po padcu Carigrada je leta 1453 sultan Mehmed II. cerkev preuredil v mošejo. Po osmanski osvojitvi Vzhodnorimskega cesarstva je Hagija Sofija postala najpomembnejša mošeja Osmanskega cesarstva. Po prihodu Kemala Ataturka na oblast so jo leta 1935 vzporedno s siceršnjo sekularizacijo države preuredili v muzej. Julija 2020 je nato turški predsednik Recep Tayyip Erdoğan podpisal odlok, s katerim je znova postala mošeja.
Velja za eno najlepših zgradb na svetu, zato je v sklopu zgodovinskih predelov Carigrada vključena na Unescov seznam svetovne kulturne dediščine. Včasih jo imenujejo celo osmo čudo sveta.

## Zgodovina

### Cerkev Konstancija II
Prva cerkev na tem mestu je bila znana kot Velika cerkev Magna Ecclesia (Μεγάλη Ἐκκλησία, Megálē Ekklēsíā, 'Great Church') zaradi svoje velikosti v primerjavi z velikostmi sodobnih cerkva v mestu. Po Chronicon Paschale je cerkev posvetil 15. februarja 360 arijanski škof Evdoksij iz Antiohije, v času vladavine cesarja Konstancija II. Zgrajena je bila ob območju, kjer so gradili Veliko palačo. Po cerkvenem zgodovinarju Sokratu Sholastiku iz 5. stoletja je cesar Konstancij ok. leta 346 »pozidal veliko cerkev poleg tiste, imenovane Irene, ki jo je cesarjev oče [Konstantin], ker je bila premajhna, povečal in polepšal«. Izročilo, ki ni starejše od 7. ali 8. stoletja, poroča, da je stavbo zgradil Konstancijev oče, Konstantin I. Veliki (vladal. 306–337). Hezihij iz Mileta je zapisal, da je Konstantin zgradil Hagijo Sofijo z leseno streho in z mesta odstranil 427 (večinoma poganskih) kipov. Kronist iz 12. stoletja Joannes Zonaras združuje obe mnenji in piše, da je Konstancij popravil stavbo, ki jo je posvetil Evzebij iz Nikomedije, potem ko se je zrušila. Ker je bil Evzebij carigrajski škof od leta 339 do 341, Konstantin pa je umrl leta 337, se zdi, da je prvo cerkev postavil Konstancij.
Bližnja cerkev Hagija Irene (»Sveti mir«) je bila dokončana prej in je služila kot stolnica, dokler ni bila dokončana Velika cerkev. Poleg Hagije Irene ni nobenih zapisov o večjih cerkvah v mestnem središču pred poznim 4. stoletjem. Rowland Mainstone je trdil, da cerkev iz 4. stoletja še ni bila znana kot Hagija Sofija. Čeprav njeno ime kot 'Velika cerkev' nakazuje, da je bila večja od drugih carigrajskih cerkva, sta bili edini drugi veliki cerkvi 4. stoletja cerkev sv. Mocija, ki je bila zunaj Konstantinovega obzidja in je bila morda povezana s pokopališčem, in cerkev Svetih apostolov.
Znano je, da je imela cerkev leseno streho, stene, stebre in vhod, ki je bil obrnjen proti zahodu. Verjetno je imela narteks in je opisana kot oblika rimskega cirkusa. To lahko pomeni, da je imela tloris v obliki črke U kot baziliki San Marcellino e Pietro in Sant'Agnese fuori le mura v Rimu. Lahko pa je bila tudi bolj običajna tri-, štiri- ali petladijska bazilika, morda podobna prvotni cerkvi Božjega groba v Jeruzalemu ali cerkvi Kristusovega rojstva v Betlehemu. Pred stavbo je verjetno stal atrij, kot v kasnejših cerkvah na tem mestu.
Po mnenju Kena Darka in Jana Kostenca bi lahko nadaljnji ostanek bazilike iz 4. stoletja obstajal v zidu izmenično opečnih in kamnitih pasov neposredno zahodno od Justinijanove cerkve. Zgornji del zidu je zidan z opeko, vtisnjeno z opečnimi žigi iz 5. stoletja, spodnji del pa je zgrajen z opeko, značilno za 4. stoletje. Ta zid je bil verjetno del propilej na zahodnem sprednjem delu tako Konstantinove kot Teodozijeve velike cerkve.
Stavbo sta spremljala krstilnica in skevofilakion. Hipogej, morda z martirijem nad njim, je bil odkrit pred letom 1946, ostanki opečnega zidu s sledovi marmorne obloge pa so bili identificirani leta 2004. Hipogej je bil grobnica, ki je morda bila del cerkve iz 4. stoletja ali pa je bila iz predkonstantinovega mesta Bizanca. Paladij iz Galacije pravi, da je imel skevofilakion krožen tloris in ker so bile nekatere bazilike v obliki črke U v Rimu pogrebne cerkve s pritrjenim krožnim mavzolejem (Konstantinov mavzolej in Helenin mavzolej), je možno, da je prvotno imel pogrebno funkcijo, čeprav se je do leta 405 njegova uporaba spremenila. Poznejše poročilo pripisuje ženski, imenovani Ana, da je podarila zemljišče, na katerem je bila zgrajena cerkev, v zameno za pravico biti tam pokopana.
Izkopavanja na zahodni strani mesta prve cerkve pod zidom propilej razkrivajo, da je bila prva cerkev zgrajena na cesti, široki približno 8 m. Po zgodnjih poročilih je bila prva Hagija Sofija zgrajena na mestu starodavnega poganskega templja, čeprav ni nobenih artefaktov, ki bi to potrdili.
Carigrajski patriarh Janez Krizostom je prišel v konflikt s cesarico Aelijo Evdoksijo, ženo cesarja Arkadija (vladal 383–408), in bil poslan v izgnanstvo 20. junija 404. Med kasnejšimi nemiri je bila ta prva cerkev večinoma požgana. Paladij je opozoril, da je skeuofilakion iz 4. stoletja preživel požar. Po mnenju Darka in Kostenca je požar morda prizadel samo glavno baziliko, okoliške pomožne stavbe pa so ostale nedotaknjene.

### Cerkev Teodozija II
Drugo cerkev na tem mestu je ukazal postaviti Teodozij II. (vladal 402–450), ki jo je slovesno odprl 10. oktobra 415. Notitia Urbis Constantinopolitanae, seznam spomenikov iz 5. stoletja, imenuje Hagijo Sofijo kot Magna Ecclesia, 'Velika cerkev', medtem ko se nekdanja stolnica Hagija Irene omenja kot Ecclesia Antiqua, 'Stara cerkev'. V času Sokrata Sholastika okoli leta 440 sta bili »obe cerkvi [bili] obdani z enim samim zidom in služila jima je ista duhovščina«. Tako bi kompleks zajemal veliko območje, vključno s prihodnjo lokacijo Samsonove bolnišnice. Če je požar leta 404 uničil samo glavno baziliko cerkve iz 4. stoletja, potem bi lahko bila zgrajena Teodozijeva bazilika iz 5. stoletja, obdana s kompleksom, zgrajenim predvsem v 4. stoletju.
Baziliko je zgradil arhitekt Rufin. Glavni vhod v cerkev, ki je morda imel pozlačena vrata, je bil obrnjen proti zahodu, na vzhodu pa je bil dodatni vhod. Tam je bila osrednja prižnica in verjetno zgornja galerija, ki je bila morda uporabljena kot matroneum (ženski oddelek). Zunanjost je bila okrašena z dovršenimi rezbarijami bogatih dizajnov iz teodozijeve dobe, katerih fragmenti so ohranjeni, medtem ko so bila tla tik znotraj portika okrašena s polikromiranimi mozaiki. Ohranjeni izrezljani zatrepni zaključek iz sredine zahodne fasade je okrašen s križnim rondelom. Ohranjeni so tudi fragmenti friza reliefov z 12 jagnjeti, ki predstavljajo 12 apostolov; za razliko od Justinijanove cerkve iz 6. stoletja je imela Teodozijeva Hagija Sofija barvite talne mozaike in zunanjo okrasno skulpturo.
Na zahodnem koncu ohranjeni kamniti fragmenti stavbe kažejo, da je bil vsaj na zahodnem koncu obok. Teodozijeva stavba je imela monumentalno propilejsko dvorano s portikom, ki je morda razlog za ta obok, za katerega so prvotni izkopavalci v 1930-ih mislili, da je del zahodnega vhoda same cerkve. Propilej se je odpiral na atrij, ki je ležal pred samo baziliko. Pred propilejem je bilo strmo monumentalno stopnišče, ki je sledilo obrisom tal, ko se je spuščalo proti zahodu v smeri Strategija, bazilike in pristanišč Zlatega roga. Ta ureditev bi bila podobna stopnicam zunaj atrija Konstantinove stare bazilike sv. Petra v Rimu. V bližini stopnišča je bila cisterna, morda za oskrbo vodnjaka v atriju ali za vernike, da so se umili pred vstopom.

### Cerkev Justinijana I. (sedanja struktura)
23. februarja 532, le nekaj tednov po uničenju druge bazilike, je cesar Justinijan I. slovesno odprl gradnjo tretje in povsem drugačne bazilike, večje in veličastnejše od predhodnic. Justinijan je za načrtovanje stavbe imenoval dva arhitekta, matematika Antemija iz Tralesa ter geometra in inženirja Izidorja iz Mileta.
Gradnja cerkve se je začela leta 532 v času kratkega mandata Foke kot pretorijanskega prefekta. Čeprav je bil Foka aretiran leta 529 kot osumljen praktikant poganstva, je zamenjal Janeza Kapadočana po nemirih v Niki, kjer je bila uničena Teodozijeva cerkev. Po Janezu Lidijcu je bil Fokas odgovoren za financiranje začetne gradnje stavbe s 4000 rimskimi funti zlata, vendar je bil oktobra 532 razrešen s položaja. Janez Lidijec je zapisal, da je Foka pridobil sredstva z moralnimi sredstvi, toda Evagrij Sholastik je kasneje zapisal, da je bil denar pridobljen neupravičeno.
Po Anthonyju Kaldellisu sta bila oba arhitekta Hagije Sofije, ki ju je imenoval Prokopij, povezana s šolo poganskega filozofa Amonija iz Aleksandrije. Možno je, da sta tako onadva kot Janez Lidijčan menila, da je Hagija Sofija velik tempelj za vrhovno neoplatonistično božanstvo, ki se je manifestiralo skozi svetlobo in sonce. Janez Lidijec opisuje cerkev kot »temenos Velikega Boga« (Greek τὸ τοῦ μεγάλου θεοῦ Τέμενος, latinizirano: tò toû megálou theoû Témenos)
Prvotno je bila zunanjost cerkve prekrita z marmornim furnirjem, na kar kažejo preostali kosi marmorja in ohranjeni dodatki za izgubljene plošče na zahodni strani stavbe. Bela marmorna obloga večjega dela cerkve, skupaj s pozlato nekaterih delov, bi Hagiji Sofiji dala bleščeč videz, precej drugačen od zidakov iz opeke in mavca modernega obdobja, in bi znatno povečala njeno vidljivost z morja. Notranje površine stolnice so bile obložene s polikromiranim marmorjem, zeleno in belo z vijoličastim porfirjem ter zlatimi mozaiki. Zunanjost je bila oblečena v štukaturo, ki so jo med obnovami v 19. stoletju arhitekti Fossati obarvali rumeno in rdeče.
Gradnjo opisuje Prokopij v O zgradbah (grško Περὶ κτισμάτων, latinizirano: Peri ktismatōn, latinsko De aedificiis). Stebre in druge elemente iz marmorja so uvažali iz celotnega Sredozemlja, čeprav so nekoč mislili, da so stebri plen iz mest, kot sta Rim in Efez. Čeprav so bili narejeni posebej za Hagijo Sofijo, se razlikujejo po velikosti. Med gradnjo je bilo zaposlenih več kot deset tisoč ljudi. Ta nova cerkev je bila hkrati priznana kot glavno arhitekturno delo. Zunaj cerkve je bil dodelan niz spomenikov okrog Justinijanovega stebra, prevlečenega z bronom, na vrhu katerega je bil konjeniški kip cesarja, ki je dominiral nad Augustaeumom, odprtim trgom zunaj cerkve, ki jo je povezoval s kompleksom Velike palače skozi Vrata Halke. Na robu Augustaeuma sta bila Milion in Regia, prvi odsek glavne carigrajske prometnice, Mese. Proti Avgustajumu so bile tudi ogromne Konstantinove terme, Zevksipove terme in Justinijanova mestna bazilika, pod katero je bila ogromna cisterna, znana kot cisterna bazilika. Na nasprotni strani Hagije Sofije je bila nekdanja stolnica Hagija Irene.
Ko se je skliceval na uničenje Teodozijeve Hagije Sofije in primerjal novo cerkev s staro, je Prokopij pohvalil Justinijanovo stavbo in zapisal v De aedificiis:
... cesar Justinijan je kmalu zatem zgradil cerkev tako lepe oblike, da če bi kdo vprašal kristjane pred sežigom, ali bi želeli, da bi bila cerkev uničena in bi taka, kot je ta, zasedla njeno mesto, ki bi jim kazala nekakšen model stavbe, ki jo zdaj vidimo, se mi zdi, da bi molili, da bi videli svojo cerkev takoj uničeno, da bi zgradbo lahko spremenili v sedanjo obliko.— Procopius, De aedificiis, I.1.22 – 23
Ko je cesar videl končano stavbo, naj bi rekel: »Salomon, presegel sem te« (starogrško Νενίκηκά σε Σολομών).
Justinijan in patriarh Menas sta novo baziliko slovesno odprla 27. decembra 537, 5 let in 10 mesecev po začetku gradnje, z veliko pompa. Hagija Sofija je bila sedež carigrajskega patriarhata in glavno prizorišče bizantinskih cesarskih obredov, kot je kronanje. Bazilika je ponujala zatočišče pred preganjanjem zločincem, čeprav velja nesoglasje o tem, ali je Justinijan nameraval, da bi bili morilci upravičeni do azila.
Potresa avgusta 553 in 14. decembra 557 sta povzročila razpoke v glavni kupoli in vzhodni polkupoli. Po Kroniki Ivana Malala se je med poznejšim potresom 7. maja 558 zrušila vzhodna polkupola in uničila ambon, oltar in ciborij. Zrušitev je bila predvsem posledica prevelike nosilne obremenitve in ogromne strižne obremenitve kupole, ki je bila preveč ravna. To je povzročilo deformacijo stebrov, ki so podpirali kupolo. Justinijan je ukazal takojšnjo obnovo. Zaupal jo je Izidorju mlajšemu, nečaku Izidorja iz Mileta, ki je uporabljal lažje materiale. Celoten obok je bilo treba podreti in ponovno zgraditi 20 bizantinskih čevljev višje kot prej, kar je stavbi dalo trenutno notranjo višino 55,6 m. Poleg tega je Izidor spremenil tip kupole in postavil rebrasto kupolo z obeski, katerih premer je bil med 32,7 in 33,5 m. Po Justinijanovem ukazu so okoli leta 560 iz Baalbeka v Libanonu razstavili osem korintskih stebrov in jih poslali v Konstantinopel. Ta rekonstrukcija, ki je cerkvi dala sedanjo obliko iz 6. stoletja, je bila dokončana leta 562. Pesnik Pavel Silentiar je sestavil ekfrazo ali dolgo vizualno pesem za ponovno posvetitev bazilike, ki jo je vodil patriarh Evtihij 24. decembra 562. Pesem Pavla Silentiarija je običajno znana pod latinskim naslovom Descriptio Sanctae Sophiae in bil je tudi avtor druge ekfraze na amonu cerkve, Descripto Ambonis.
Po zgodovini patriarha Nikeforja I. in kronista Teofana Spovednika so različne liturgične posode stolnice pretopile na ukaz cesarja Heraklija (vladal 610–641) po zavzetju Aleksandrije in rimskega Egipta s strani Sasanidskega cesarstva med bizantinsko-sasanidsko vojno 602–628. Teofan navaja, da so bili izdelani v zlatnike in srebrnike, Avarom pa so plačali davek. Avari so leta 623 napadli območja zunaj obzidja Konstantinopla, zato so Bizantinci prenesli "oblačilo" relikvijo (grško ἐσθής, latinizirano: esthḗs) Marije, Jezusove matere, v Hagijo Sofijo iz njenega običajnega svetišča cerkve Bogorodice v Blahernah tik pred Teodozijevim obzidjem. 14. maja 626 je Scholae Palatinae, elitno telo vojakov, protestiralo v Hagiji Sofiji proti načrtovanemu zvišanju cen kruha po prekinitvi obrokov Cura Annonae, ki je bila posledica izgube dobave žita iz Egipta. Perzijci pod Šahrbarazom in Avari so leta 626 skupaj oblegali Konstantinopel; po Chronicon Paschale je bil 2. avgusta 626 Teodor Sinkel, diakon in prezbiter Hagije Sofije, med tistimi, ki so se neuspešno pogajali z avarskim kaganom. Homilija, ki jo obstoječi rokopisi pripisujejo Teodorju Sinkelu in je bila morda izrečena na obletnico dogodka, opisuje prevod Devičinega oblačila in njegov obredni ponovni prenos v Blaherne s strani patriarha Sergija I., potem ko je grožnja minila. Drugo poročilo očividca o avarsko-perzijskem obleganju je napisal Jurij iz Pizidije, diakon Hagije Sofije in upravni uradnik patriarhata iz Antiohije v Pizidiji. Tako Jurij kot Teodor, verjetno člana Sergijevega literarnega kroga, pripisujeta poraz Avarov posredovanju Bogorodice, kar je prepričanje, ki se je okrepilo v naslednjih stoletjih.
Leta 726 je cesar Leon III. Izavrijec izdal vrsto ediktov proti čaščenju podob in ukazal vojski, naj uniči vse ikone – s čimer se je začelo obdobje bizantinskega ikonoklazma. Takrat so iz Hagije Sofije odstranili vse verske slike in kipe. Po kratkem premoru med vladavino cesarice Irene (797–802) so se ikonoklasti vrnili. Cesar Teofil (vladal 829–842) je dal pri južnem vhodu cerkve namestiti dvokrilna bronasta vrata s svojimi monogrami.
Bazilika je bila poškodovana, najprej v velikem požaru leta 859 in ponovno v potresu 8. januarja 869, ki je povzročil zrušitev ene od polkupol. Cesar Bazilij I. Makedonec je ukazal popraviti timpanone, loke in oboke.
V svoji knjigi De caerimoniis aulae Byzantinae (»Knjiga slovesnosti«) je cesar Konstantin VII. Porfirogenet (vladal 913–|959) napisal podrobno poročilo o slovesnostih, ki sta jih v Hagiji Sofiji imela cesar in patriarh.
Na začetku 10. stoletja je poganski vladar Kijevske Rusije k svojim sosedom poslal odposlance, da bi se poučili o judovstvu, islamu ter rimskem in pravoslavnem krščanstvu. Po obisku Hagije Sofije so njegovi odposlanci poročali: »Pripeljali so nas na kraj, kjer služijo svojemu Bogu in nismo vedeli, kje smo, v nebesih ali na zemlji.«
V 940-ih ali 950-ih, verjetno okoli leta 954 ali 955, po rusko-bizantinski vojni leta 941 in smrti velikega kijevskega kneza Igorja I. (vladal 912–945), je njegova vdova Olga Kijevska – regentka svojega mladoletnega sina Svjatoslava I. (vladal 945–972) – obiskala cesarja Konstantina VII. in bila sprejeta kot kraljica Rusov v Konstantinoplu. Verjetno je bila krščena v krstilnici Hagije Sofije, pri čemer je prevzela ime vladajoče augusta, Helena Lecapena, in prejela nazive zōstē patrikía ter slog archontissa in hegemona Rusov. Njen krst je bil pomemben korak k pokristjanjevanju Kijevske Rusije, čeprav cesarjev opis njenega obiska v De caerimoniis ne omenja krsta. Olga velja za svetnico in enakoapostolno (grško ἰσαπόστολος, latinizirano: isapóstolos) v vzhodni pravoslavni Cerkvi. Po viru iz zgodnjega 14. stoletja je bila druga cerkev v Kijevu, sv. Sofije, ustanovljena leta anno mundi 6460 po bizantinskem koledarju ali ok. 952. Ime te bodoče stolnice v Kijevu verjetno spominja na Olgin krst v Hagiji Sofiji.
Po velikem potresu 25. oktobra 989, ki je zrušil zahodni lok kupole, je cesar Bazilij II. prosil armenskega arhitekta Trdata, ustvarjalca stolnice v Ani, da vodi popravila. Znova je postavil in okrepil podrti lok kupole ter obnovil zahodno stran kupole s 15 rebri kupole. Obseg škode je zahteval šest let popravil in rekonstrukcij; cerkev je bila ponovno odprta 13. maja 994. Ob koncu obnove so prenovili cerkveno okrasje, vključno s štirimi ogromnimi slikami kerubinov; nova upodobitev Kristusa na kupoli; Kristusov grobni prt, prikazan ob petkih, in na apsidi nova upodobitev Device Marije, ki drži Jezusa, med apostoloma Petrom in Pavlom. Na velikih stranskih lokih so bili naslikani preroki in očetje cerkve.
Po besedah grškega zgodovinarja Nikete Choniatesa iz 13. stoletja je cesar Janez II. Komnen slavil oživljeno rimsko zmagoslavje po zmagi nad Danišmendidi pri obleganju Kastamona leta 1133. Potem ko je cesar peš nadaljeval po ulicah s križem s srebrno kvadrigo z ikono Device Marije, se je pred vstopom v cesarsko palačo udeležil slovesnosti v stolnici. Leta 1168 je cesar Manuel I. Komnen dosegel novo zmagoslavje, spet pred njim s pozlačeno srebrno kvadrigo z ikono Device z zdaj porušenih Vzhodnih vrat (ali Vrat sv. Barbare, pozneje Topovska vrata (turško Top Kapısı) v Propontisovem obzidju, v Hagijo Sofijo za zahvalno službo in nato v cesarsko palačo.
Leta 1181 sta hči cesarja Manuela I., Marija Komnena, in njen mož, cesar Renier iz Montferrata, na vrhuncu spora s cesarico Marijo iz Antiohije, regentko njenega sina, cesarja Alekseja II. Komnena, pobegnila v Hagijo Sofijo. Marija Komnena in Renier sta ob podpori patriarha zasedla stolnico in zavrnila zahteve cesarske uprave po mirnem odhodu. Po besedah Niketasa Choniatesa so »sveto dvorišče spremenili v vojaško taborišče«, vhode v kompleks zasedli z domačini in plačanci ter kljub močnemu nasprotovanju patriarha spremenili »molitveno hišo v brlog tatov ali dobro utrjeno in prepadno trdnjavo, nepremagljivo za napad«, medtem ko so »vsa stanovanja ob Hagiji Sofiji in sosednja Augusteion porušili [Marijini] možje«. Sledila je bitka v Augusteionu in okoli Miliona, med katero so se branilci borili iz »galerije Catechumenia (imenovane tudi Makron)« obrnjene proti Augusteionu, od koder so se na koncu umaknili in zavzeli položaje v samem eksonarteksu Hagije Sofije. Na tej točki je bil »patriarh zaskrbljen, da ne bi sovražne čete vstopile v tempelj, z nesvetimi nogami poteptale sveta tla in s še toplimi rokami, ki so bile oskrunjene in s krvjo umazae, plenile presvete posvetilne daritve«. Po uspešnem napadu Renierja in njegovih vitezov je Marija zahtevala premirje, cesarski napad se je ustavil, megas doux Andronikos Kontostephanos in megas hetaireiarches John Doukas pa sta se pogajala o amnestiji. Grški zgodovinar Niketas Choniates je primerjal ohranitev stolnice s prizadevanji cesarja Tita iz 1. stoletja, da bi se izognil uničenju drugega templja med obleganjem Jeruzalema v prvi judovsko-rimski vojni. Choniates poroča, da so leta 1182 videli belega jastreba, oblečenega v jesse, ki je letel z vzhoda do Hagije Sofije in trikrat letel od stavbe Thōmaitēs (bazilike, postavljene na jugovzhodni strani Augustaiona) do palače Kathisma v Veliki palači, kjer so bili novi cesarji slavljeni. To naj bi napovedovalo konec vladavine Andronika I. Komnena (vladal 1183–1185).
Choniates nadalje piše, da sta leta 1203, med četrto križarsko vojno, cesarja Izak II. Angel in Aleksej IV. Angel odvzela Hagijo Sofijo vse zlate okraske in srebrne oljenke, da bi se oddolžila križarjem, ki so izpodrinili Alekseja III. Angela in pomagali Izaku, da se vrne na prestol. Po kasnejšem plenjenju Konstantinopla leta 1204 so cerkev še dodatno oropali in oskrunili križarji, kot je opisal Choniates, čeprav dogodkom ni bil osebno priča. Po njegovem poročilu, sestavljenem na dvoru krhkega Nikejskega cesarstva, so s Hagije Sofije odstranili preostale kovinske okraske, njen oltar razbili na koščke in »ženska, obremenjena z grehi«, je pela in plesala na sintrononu. Dodaja, da so v svetišče pripeljali mule in osle, da so odnesli pozlačeno srebrno oplato beme, ambona ter vrat in drugega pohištva in da je enemu od njih spodrsnilo na marmornatih tleh in so mu po nesreči razrezali drobovje, kar je dodatno onesnažilo prostor. Po mnenju Alija ibn al-Athirja, čigar obravnava plenjenja Konstantinopla je bila verjetno odvisna od krščanskega vira, so križarji pobili nekaj klerikov, ki so se jim predali. Velik del notranjosti je bil poškodovan in ga niso popravili do vrnitve pod pravoslavni nadzor leta 1261. Plenjenje Hagije Sofije in Konstantinopla na splošno je ostal boleča točka katoliško-pravoslavnih odnosov.
Med latinsko okupacijo Konstantinopla (1204–1261) je cerkev postala latinskokatoliška stolnica. Balduin I. Konstantinopelski (vladal 1204–1205) je bil 16. maja 1204 okronan za cesarja v Hagiji Sofiji na slovesnosti, ki je natančno sledila bizantinskim običajem. Enrico Dandolo, beneški dož, ki je leta 1204 poveljeval plenjenju in napadu na mesto s strani latinskih križarjev, je pokopan znotraj cerkve, verjetno v zgornji vzhodni galeriji. V 19. stoletju je italijanska restavratorska ekipa blizu verjetne lokacije postavila kenotaf, ki so ga pogosto napačno razumeli kot srednjeveški artefakt in je viden še danes. Prvotno grobnico so uničili Osmani med predelavo cerkve v mošejo.
Po zavzetju Konstantinopla leta 1261 s strani Nikejskega cesarstva in cesarja Mihaela VIII. Paleologa (vladal 1261–1282) je bila cerkev v propadajočem stanju. Leta 1317 je cesar Andronik II. Paleolog (vladal 1282–1328) ukazal zgraditi štiri nove opornike (starogrško Πυραμίδας, latinizirano: Pyramídas) v vzhodnem in severnem delu cerkve, ki jih je financiral z dediščino svoje pokojne žene Irene Montferratske († 1314). Po potresu oktobra 1344 so se v kupoli pojavile nove razpoke in več delov stavbe se je zrušilo 19. maja 1346. Popravila, ki sta jih izvedla arhitekta Astras in Peralta, so se začela leta 1354.
12. decembra 1452 je Izidor Kijevski v Hagiji Sofiji razglasil dolgo pričakovano cerkveno zvezo med zahodno katoliško in vzhodno pravoslavno Cerkvijo, kot je bilo sklenjeno na koncilu v Firencah in dekretirano s papeško bulo Laetentur Caeli, čeprav naj bi bila kratkotrajna. Unija ni bila priljubljena med Bizantinci, ki so že izgnali carigrajskega patriarha Gregorja III., ker je bil naklonjen uniji. Nov patriarh je bil postavljen šele po osmanski osvojitvi. Po besedah grškega zgodovinarja Doukasa so ta katoliška združenja omadeževala Hagijo Sofijo, pravoslavni verniki, ki so nasprotovali uniji, pa so se stolnici izogibali, saj so jo imeli za zatočišče demonov in »helenski« tempelj rimskega poganstva. Doukas tudi ugotavlja, da so se Bizantinci po razglasitvi Laetentur Caeli nezadovoljno razkropili na bližnja prizorišča, kjer so nazdravljali ikoni Odigitrije, ki je po poznobizantinskem izročilu posredovala, da bi jih rešila v prejšnjih obleganjih Konstantinopla s strani Avarskega kaganata in Omajadskega kalifata.
Glede na Zgodbo Nestorja Iskanderja o zavzetju Tsargrada je bila Hagija Sofija središče zaskrbljujočega znamenja, razloženega kot zapuščanje Konstantinopla Svetega Duha 21. maja 1453, v zadnjih dneh obleganja Konstantinopla. Nebo se je razsvetlilo in razsvetlilo mesto in »mnogi ljudje so se zbrali in videli na cerkvi modrosti, na vrhu okna, velik plamen ognja, ki je izhajal naprej. Dolgo je obkrožal celoten vrat cerkve. Plamen se je zbral v enega; njegov plamen se je spremenil in nastala je nepopisna svetloba. Takoj se je dvignila v nebo ... Luč sama je šla v nebo; vrata nebesa so se odprla; svetloba je bila sprejeta; in spet so bila zaprta.« Ta pojav je bil morda ogenj svetega Elma, ki ga je povzročil smodniški dim in nenavadno vreme. Avtor pripoveduje, da je bil padec mesta pod »mohamedanstvo« napovedan v znamenju, ki ga je videl Konstantin Veliki – orel, ki se bori s kačo – kar je tudi pomenilo, da bo »na koncu krščanstvo premagalo mohamedanstvo, prejelo sedmero gričevje in bo na njem ustoličeno«.
Končni padec Konstantinopla je bil dolgo napovedan v apokaliptični literaturi. Sklicevanje na uničenje mesta, ustanovljenega na sedmih gričih v knjigi Razodetja, je bilo pogosto razumljeno kot o Konstantinoplu, Psevdo-Metodijeva apokalipsa pa je napovedala »izmaelitsko« osvojitev Rimskega cesarstva. V tem besedilu muslimanske vojske dosežejo Forum Bovis, preden jih božansko posredovanje vrne nazaj; v poznejših apokaliptičnih besedilih se vrhunec zgodi pri Teodozijevem stebru bližje Hagiji Sofiji; v drugih se pojavlja pri Konstantinovem stebru, ki je še bližje. Hagija Sofija je omenjena v hagiografiji negotovega datuma, ki podrobno opisuje življenje izmišljenega svetnika Andreja Norca. Besedilo je samopripisano Nikeforju, duhovniku Hagije Sofije, in vsebuje opis konca časa v obliki dialoga, v katerem sogovornik, potem ko mu je svetnik povedal, da bo Konstantinopel potopljen v potopu in da ga bodo »vode, ko bodo bruhale, nezadržno potopile in prekrile ter predale grozljivemu in neizmernemu morju brezna«, pravi »nekateri ljudje pravijo, da Velika božja cerkev ne bo potopljena z mestom, ampak jo bo v zraku obesila nevidna sila«. Odgovor je podan: »Ko se celotno mesto potopi v morje, kako naj Velika cerkev ostane? Kdo jo bo potreboval? Mislite, da Bog prebiva v templjih, narejenih z rokami?« Vendar pa je za Konstantinov steber prerokovano, da bo obstal.
Od časa Prokopija v Justinijanovi vladavini se je razumelo, da konjeniški cesarski kip na Justinijanovem stebru v Avgustaionu poleg Hagije Sofije, ki je z desnico kazal proti Aziji, predstavlja cesarja, ki zadržuje grožnjo Rimljanom pred Sasanidskim cesarstvom v rimsko-perzijskih vojnah, medtem ko je bila krogla ali kroglasti križ na levici kipa izraz globalnega moč rimskega cesarja. Kasneje, v arabsko-bizantinskih vojnah, je grožnja, ki jo je zadrževal kip, postal Omajadski kalifat, kasneje pa so mislili, da kip brani napredovanje Turkov. Identiteta cesarja se je pogosto zamenjevala z identiteto drugih slavnih cesarjev, kot sta Teodozij Veliki in Heraklij. Krogla je bila v pripovedih tujcev o mestu pogosto imenovana kot jabolko, v grški folklori pa so jo razlagali kot simbol turške mitološke domovine v Srednji Aziji, »Osamljeno jablano«. Krogla je padla na tla leta 1316 in bila zamenjana leta 1325, toda ko je bila okoli leta 1412 še vedno na svojem mestu, je do takrat, ko je Johann Schiltberger videl kip leta 1427, cesarsko jabolko (nemško Reichsapfel) padlo na zemljo. Poskus, da bi ga ponovno dvignili leta 1435, ni uspel, kar je okrepilo prerokbe o padcu mesta. Za Turke je »rdeče jabolko« (Predloga:Jazil-tr) simboliziralo sam Konstantinopel in posledično vojaško nadvlado islamskega kalifata nad krščanskim cesarstvom. V poročilu Niccolòja Barbaroja o padcu mesta leta 1453 je bil Justinijanov spomenik v zadnjih dneh obleganja interpretiran tako, da predstavlja ustanovitelja mesta Konstantina Velikega, kar kaže na »to je pot, po kateri bo prišel moj zmagovalec«.
Po Laoniku Halkokondilu je bila Hagija Sofija zatočišče prebivalstva med zavzetjem mesta. Kljub slabemu slovesu in prazni državi Hagije Sofije po decembru 1452, Doukas piše, da so se Bizantinci po preboju Teodozijevega obzidja tja zatekli, ko so Turki napredovali skozi mesto: »Vse ženske in moški, menihi in nune so tekli v Veliko cerkev. Tako moški kot ženske so v rokah držali svoje dojenčke. Kakšen spektakel! Ta ulica je bila polna ljudi, polno človeških bitij.« Njihovo spremembo srca pripisuje prerokbi.
Kaj je bil razlog, ki je vse prisilil, da so zbežali v Veliko Cerkev? Dolga leta so poslušali nekatere psevdo vedeževalce, ki so napovedovali, da je mesto predano Turkom, ki bodo vstopili v velikem številu in pobili Rimljane do stebra Konstantina Velikega. Po tem se je spustil angel, ki je držal svoj meč. Kraljestvo bi skupaj z mečem predal nekemu nepomembnemu, ubogemu in skromnemu človeku, ki bi slučajno stal ob Stebru. Rekel bi mu: »Vzemi ta meč in maščuj Gospodovo ljudstvo«. Nato bi bili Turki vrnjeni nazaj, pobili bi jih zasledovalni Rimljani, izgnali bi jih iz mesta in iz vseh krajev na zahodu in vzhodu ter jih pregnali vse do meja Perzije, na kraj, imenovan Osamljeno drevo …. To je bil vzrok za beg v veliko cerkev. V eni uri je bila ta znamenita in ogromna cerkev napolnjena z moškimi in ženskami. Nepregledna množica je bila povsod: zgoraj, spodaj, na dvoriščih in na vseh mogočih krajih. Zaprli so vrata in obstali v upanju na rešitev.author=Doukas— XXXIX.18
V skladu s tradicionalno navado tistega časa je sultan Mehmed II. svojim četam in spremstvu dovolil tri polne dni nebrzdanega ropanja in plenjenja v mestu kmalu po zavzetju. V tem obdobju je bilo uničenih veliko pravoslavnih cerkva; Hagija Sofija je bila izropana, saj so zavojevalci verjeli, da vsebuje največje zaklade mesta. Kmalu po tem, ko je obramba Konstantinopelskega obzidja propadla in so zmagovite osmanske čete vstopile v mesto, so se roparji prebili do Hagije Sofije in razbili njena vrata, preden so vdrli v notranjost. Ko so minili trije dnevi, naj bi Mehmed zahteval preostalo mestno posest zase. Vendar pa je do konca prvega dne razglasil, da se mora ropanje končati, saj je čutil globoko žalost, ko je obiskoval izropano in zasužnjeno mesto.
Ves čas obleganja Konstantinopla so ujeti prebivalci mesta sodelovali pri bogoslužju in molitvi ur v Hagiji Sofiji, cerkev pa je bila varno zatočišče za mnoge tiste, ki niso mogli prispevati k obrambi mesta, vključno z ženskami, otroki, starejšimi, bolnimi in ranjenimi. Ker so bili ujeti v cerkvi, so številni verniki in drugi begunci v njej postali vojni plen, ki so ga razdelili zmagoslavni napadalci. Stavba je bila oskrunjena in izropana, tisti, ki so iskali zatočišče v cerkvi, pa zasužnjeni. Medtem ko je bila večina starejših in onemoglih, ranjenih in bolnih pobitih, so ostali (predvsem najstniki in mladi fantje) vklenili in prodali v suženjstvo.

### Mošeja (1453–1935)
Konstantinopel je padel pred napadajočimi osmanskimi silami 29. maja 1453. Sultan Mehmed II. je vstopil v mesto in opravil petkovo molitev in khutbah (pridigo) v Hagiji Sofiji, kar je zaznamovalo uradno pretvorbo Hagije Sofije v mošejo. Cerkveni duhovniki in versko osebje so še naprej opravljali krščanske obrede, molitve in obrede, dokler jih napadalci niso prisilili ustaviti se. Ko je Mehmed s spremstvom vstopil v cerkev, je ukazal, naj jo takoj spremenijo v mošejo. Eden od prisotnih 'ʿulamāʾ' (islamskih učenjakov) se je povzpel na cerkveni ambon in recitiral šahado (»Ni boga razen Alaha in Mohamed je njegov poslanec«), s čimer je označil začetek preoblikovanja cerkve v mošejo. Poročilo je, da je Mehmed odnesel meč k vojaku, ki je poskušal dvigniti enega od tlakovcev prokonezijskega marmornega poda.
Kot so opisali obiskovalci z Zahoda pred letom 1453, kot sta kordovski plemič Pero Tafur in florentinski geograf Cristoforo Buondelmonti, je bila cerkev v propadajočem stanju, saj je več njenih vrat padlo s tečajev. Mehmed II. je ukazal prenovo stavbe. Mehmed se je 1. junija 1453 udeležil prve petkove molitve v mošeji. Hagija Sofija je postala prva cesarska mošeja v Konstantinoplu. Večina obstoječih hiš v mestu in na območju bodoče palače Topkapı je bila obdarjena z ustreznim vakufom. Od leta 1478 je ustanovi dajalo dohodke 2360 trgovin, 1300 hiš, 4 karavanseraji, 30 prodajaln boze in 23 prodajaln ovčjih glav in kasačev. S cesarskimi listinami iz leta 1520 (AH 926) in 1547 (AH 954) so bile temeljem dodane trgovine in deli Velikega bazarja ter drugih trgov.
Pred letom 1481 je bil na jugozahodnem vogalu stavbe, nad stopniščnim stolpom, postavljen manjši minaret. Mehmedov naslednik Bajazid II. (vladal 1481–1512) je kasneje zgradil še en minaret na severovzhodnem vogalu. Eden od minaretov se je po potresu leta 1509 zrušil in okoli sredine 16. stoletja sta oba nadomestila dva diagonalno nasprotna minareta, zgrajena na vzhodnem in zahodnem vogalu stavbe. Leta 1498 je bil Bernardo Bonsignori zadnji zahodni obiskovalec Hagije Sofije, ki je poročal, da je videl starodavna Justinijanova tla; kmalu zatem so bila tla pokrita s preprogo in so jih videli šele v 19. stoletju.
V 16. stoletju je sultan Sulejman Veličastni (vladal 1520–1566) iz svojega osvajanja Madžarskega kraljestva prinesel dva ogromna svečnika in ju postavil na obe strani mihraba. Med Sulejmanovo vladavino so bili mozaiki nad narteksom in cesarskimi vrati, ki prikazujejo Jezusa, Marijo in različne bizantinske cesarje, prekriti z belilom in ometom, ki sta bila odstranjena leta 1930 pod Turško republiko.
Med vladavino Selima II. (vladal 1566–1574) je stavba začela kazati znake utrujenosti in jo je osmanski arhitekt Mimar Sinan, ki je bil tudi potresni inženir, izdatno okrepil z dodatkom strukturnih podpor na zunanjost. Poleg krepitve zgodovinske bizantinske stavbe je Sinan v letih 1576–1577 (AH 984) zgradil dva dodatna velika minareta na zahodnem koncu stavbe, prvotno sultanovo ložo in türbe (mavzolej) Selima II. jugovzhodno od stavbe. Da bi to naredili, so prejšnje leto podrli dele patriarhata na južnem vogalu stavbe. Še več, zlati polmesec je bil nameščen na vrhu kupole, okoli stavbe pa je bilo uvedeno območje spoštovanja, široko 35 aršinov (približno 24 m), kar je povzročilo rušenje vseh hiš znotraj oboda. Türbe je postalo lokacija grobnic 43 osmanskih princev. Murat III. (vladal 1574–1595) je iz Pergamona (Bergame) uvozil dve veliki helenistični žari iz alabastra in ju postavil na obe strani ladje.
Leta 1594 (AH 1004) je Mimar (dvorni arhitekt) Davud Ağa zgradil türbe Murata III., kjer sta bila pokopana sultan in njegova veljaka, sultanija Safiye. Osmerokotni mavzolej njunega sina Mehmeda III. (vladal 1595–1603) in njegove valide je leta 1608 (AH 1017) zgradil kraljevi arhitekt Dalgiç Mehmet Aĝa. Njegov sin Mustafa I. (vladal 1617–1618, 1622–1623) je krstilnico spremenil v svojo türbe.
Leta 1717, pod vladavino sultana Ahmeda III. (vladal 1703–1730), je bil razpadajoči omet v notranjosti prenovljen, kar je posredno prispevalo k ohranitvi številnih mozaikov, ki bi jih sicer uničili mošejski delavci. Pravzaprav je bilo običajno, da se tesere mozaika – za katere so verjeli, da so talismani – prodajajo obiskovalcem. Sultan Mahmud I. je ukazal obnovo stavbe leta 1739 in dodal medreso (koransko šolo, kasneje knjižnico muzeja), imaret (kuhinjo za razdeljevanje juhe revnim) in knjižnico, leta 1740 pa je dodal sadirvan (vodnjak za obredno umivanje) in jo tako spremenil v külliye ali družbeni kompleks. Istočasno so v notranjosti zgradili novo sultanovo ložo in nov mihrab.

#### Obnova 1847–1849
Obnovo Hagije Sofije v 19. stoletju je ukazal sultan Abdulmedžid I. (vladal 1823–1861), dokončalo pa jo je med letoma 1847 in 1849 osemsto delavcev pod nadzorom švicarsko-italijanskih arhitektov bratov Gaspareja in Giuseppeja Fossatija. Brata sta utrdila kupolo z zadrževalno železno verigo in okrepila oboke, poravnala stebre ter spremenila dekoracijo zunanjosti in notranjosti stavbe. Mozaiki v zgornji galeriji so bili izpostavljeni in očiščeni, čeprav so bili številni odkriti »za zaščito pred nadaljnjimi poškodbami«.
Osem novih velikanskih krožno uokvirjenih diskov ali medaljonov je bilo obešenih na vencu, na vsakem od štirih stebrov ter na obeh straneh apside in zahodnih vrat. Oblikoval jih je kaligraf Kazasker Mustafa Izzet Efendi (1801–1877) in jih poslikal z imeni Alaha, Mohameda, Rašiduna (prvih štirih kalifov: Abu Bakra, Umarja, Osmana in Alija) in dveh Mohamedovih vnukov: Hasana in Husajna, Alijevih sinov. Stare lestence so zamenjali z novimi visečimi.
Leta 1850 sta arhitekta Fossati zgradila novo maqsuro ali kalifovo ložo v neobizantinskih stebrih in marmorno rešetko v osmansko-rokokojskem slogu, ki se povezuje s kraljevim paviljonom za mošejo. Nova maqsura je bila zgrajena na skrajnem vzhodnem delu severne ladje, poleg severovzhodnega slopa. Obstoječa maqsura v apsidi, blizu mihraba, je bila porušena. Za sultana je bil zgrajen nov vhod: Hünkar Mahfili. Brata Fossati sta prenovila tudi minbar in mihrab.
Zunaj glavne stavbe so bili minareti popravljeni in spremenjeni, tako da so bili enako visoki. Fossatijeva sta zgradila stavbo z uro, turško Muvakkithane, ki jo je uporabljal muvakit (časomerilec mošeje), zgrajena pa je bila tudi nova medresa (islamska šola). Pod njihovim vodstvom je bil zgrajen tudi turško Kasr-ı Hümayun. Ko je bila obnova končana, so mošejo ponovno odprli s slovesnostjo 13. julija 1849. Leta 1852 je v Londonu izšla izdaja litografij iz risb, ki so nastale med Fossatijevim delom na Hagiji Sofiji, z naslovom: Aya Sophia of Constantinople as Recently Restored by Order of H.M. Sultan Abdulmedjid.
- Gaspare Fossatijeva Hagia Sophia (lithografije Louisa Hagheja)
- Glavna (zahodna) fasada Hagije Sofije, pogled z dvorišča medrese Mahmuda I. Litografija Louisa Hagheja po Gaspardu Fossatiju (1852)
- Jugovzhodna stran, gledano s cesarskih vrat palače Topkapı, z vodnjakom Ahmeda III. na levi in mošejo sultana Ahmeda v daljavi
- Cesarska loža (l. 1850)
- Gaspare Fossatijeva upodobitev Hagije Sofije iz leta 1852 po njegovi in bratovi prenovi
- Ladja pred obnovo, obrnjena proti vzhodu
- Ladja in apsida po prenovi, obrnjeni proti vzhodu
- Ladja in vhod po obnovi, obrnjena proti zahodu
- Narteks, obrnjen proti severu
- Eksonarteks, obrnjen proti severu
- Severna ladja od vhoda, obrnjena proti vzhodu
- Severna ladja, obrnjena proti zahodu
- Glavna in južna ladja iz severne ladje
- Severna galerija in vhod v matronej s severozahodne strani
- Južna galerija z jugozahoda
- Južna galerija od Marmornih vrat proti zahodu
- Južna galerija od Marmornih vrat proti vzhodu

### Okupacija Carigrada (1918–1923)
Po porazu Osmanskega cesarstva v prvi svetovni vojni so Carigrad zasedle britanske, francoske, italijanske in grške sile. 19. januarja 1919 je grški pravoslavni vojaški duhovnik Eleftherios Noufrakis izvedel nepooblaščeno božansko liturgijo v Hagiji Sofiji, edini takšen primer po padcu Konstantinopla leta 1453. Demonstracije proti okupatorju Sultanahmet so potekale poleg Hagije Sofije od marca do maja 1919. V Grčiji je bil leta 1923 na bankovcih za 500 drahem upodobljena Hagija Sofija.

### Muzej (1935–2020)
Leta 1935 je prvi turški predsednik in ustanovitelj Republike Turčije Mustafa Kemal Atatürk stavbo preuredil v muzej. Med drugo svetovno vojno so bili v minaretih muzeja mitraljezi MG 08. Preproga in plast malte pod njo so bili odstranjeni in talne dekoracije iz marmorja, kot je omfalion, so se pojavile prvič po obnovitvi Fossatijevih, ko je bil odstranjen beli omet, ki je prekrival številne mozaike. Zaradi zanemarjanja se je stanje stavbe še naprej slabšalo, zaradi česar je Svetovni sklad za spomenike (WMF) vključil Hagijo Sofijo na svoja opazovalna seznama leta 1996 in 1998. 
V tem času je bakrena streha stavbe počila, zaradi česar je voda uhajala čez krhke freske in mozaike. Vlaga je vdrla tudi od spodaj. Naraščajoča podtalnica je povečala raven vlage v spomeniku, kar je ustvarilo nestabilno okolje za kamen in barvo. WMF je od leta 1997 do 2002 zagotovil vrsto nepovratnih sredstev za obnovo kupole. Prva faza del je vključevala strukturno stabilizacijo in popravilo razpokane strehe, ki se je izvajalo s sodelovanjem turškega ministrstva za kulturo in turizem. Druga faza, ohranitev notranjosti kupole, je omogočila zaposlitev in usposabljanje mladih turških konservatorjev za nego mozaikov. Do leta 2006 je bil projekt WMF končan, čeprav so številna področja Hagije Sofije še naprej zahtevala znatno izboljšanje stabilnosti, obnovo in ohranitev.
Leta 2014 je bila Hagija Sofija drugi najbolj obiskan muzej v Turčiji, saj je letno pritegnila skoraj 3,3 milijona obiskovalcev.
Medtem ko je bila uporaba kompleksa kot bogoslužnega prostora (mošeja ali cerkev) strogo prepovedana, je turška vlada leta 1991 dovolila dodelitev paviljona v muzejskem kompleksu (Ayasofya Müzesi Hünkar Kasrı) za molitveno sobo, od leta 2013 pa se dva muzejska minareta uporabljata za redno oglašanje klica k molitvi (adhan).
Od začetka leta 2010 je več kampanj in visoki vladni uradniki, zlasti namestnik turškega premierja Bülent Arınç novembra 2013, zahtevali, da se Hagija Sofija spremeni nazaj v mošejo. Leta 2015 je papež Frančišek javno priznal armenski genocid, kar v Turčiji uradno zanikajo. V odgovor je ankaranski mufti Mefail Hızlı dejal, da verjame, da bodo papeževe pripombe pospešile pretvorbo Hagije Sofije v mošejo.
1. julija 2016 so v Hagiji Sofiji znova potekale muslimanske molitve prvič po 85 letih. Tistega novembra je turška nevladna organizacija, Združenje za varstvo zgodovinskih spomenikov in okolja, vložila tožbo zaradi preoblikovanja muzeja v mošejo. Sodišče je odločilo, da mora ostati kot »muzej spomenik«. Oktobra 2016 je Turški direktorat za verske zadeve (Diyanet) prvič po 81 letih imenoval imama Önderja Soya za mošejo Hagije Sofije (Ayasofya Camii Hünkar Kasrı), ki je v Hünkar Kasrı, paviljonu za sultane. Od takrat se adhan redno kliče z vseh štirih minaretov Hagije Sofije petkrat na dan.
13. maja 2017 se je večja skupina ljudi v organizaciji Anatolia Youth Association (AGD) zbrala pred Hagijo Sofijo in molila jutranjo molitev s pozivom k ponovni preureditvi muzeja v mošejo. Direktorat za verske zadeve je 21. junija 2017 organiziral poseben program, ki ga je v živo prenašala državna televizija TRT in je vključeval recitacijo Korana in molitve v Hagiji Sofiji, da bi obeležili Laylat al-Qadr.

## Arhitektura
Hagija Sofija je eden največjih ohranjenih primerov bizantinske arhitekture. Njena notranjost je okrašena z mozaiki, marmornimi stebri in oblogami velike umetniške vrednosti. Justinijan je nadziral dokončanje največje stolnice, ki je bila kdaj koli zgrajena do takrat, in ostala je največja 1000 let do dokončanja stolnice v Sevilji v Španiji.
Hagija Sofija uporablja zidano konstrukcijo. Konstrukcija je iz opeke in malte, ki so 1,5-krat večje od širine opeke. Maltni spoji so sestavljeni iz kombinacije peska in drobnih keramičnih kosov, ki so enakomerno porazdeljeni po maltnih spojih. Ta kombinacija peska in črepinj je bila pogosto uporabljena v rimskem betonu, predhodniku sodobnega betona. Uporabljeno je bilo tudi veliko železa v obliki sponk in vezi.
Justinijanova bazilika je bila hkrati vrhunec arhitekturnega dosežka pozne antike in prva mojstrovina bizantinske arhitekture. Njen vpliv, tako arhitekturno kot liturgično, je bil razširjen in trajen v vzhodnem krščanstvu, zahodnem krščanstvu in islamu.
Ogromna notranjost ima zapleteno strukturo. Ladja je pokrita z osrednjo kupolo, ki je največ 55,6 m nad tlemi in sloni na arkadi 40 obokanih oken. Popravila njene strukture so pustila kupolo nekoliko elipsasto, s premerom, ki se giblje med 31,24 in 30,86 m.
Na zahodnem vhodu in vzhodni liturgični strani so obokane odprtine, razširjene s polkupolami enakega premera kot osrednja kupola, ki jih nosijo manjše polkupolaste eksedre, hierarhija kupolastih elementov, zgrajenih tako, da ustvarijo ogromno podolgovato notranjost, okronano z osrednjo kupolo, s čistim razponom 76,2 m.
Teorije Heroja iz Aleksandrije, helenističnega matematika iz 1. stoletja našega štetja, so bile morda uporabljene za reševanje izzivov, ki jih predstavlja gradnja tako velike kupole na tako velikem prostoru. Svenshon in Stiffel sta predlagala, da bi arhitekti uporabili Heronove predlagane vrednosti za konstrukcijo obokov. Kvadratne mere so bile izračunane z uporabo stranske in diagonalne številčne progresije, kar ima za posledico kvadrate, definirane s številkama 12 in 17, pri čemer 12 določa stranico kvadrata in 17 njegovo diagonalo, ki so bile uporabljene kot standardne vrednosti že v klinopisnih babilonskih besedilih.
Vsaka od štirih strani velikega trga Hagije Sofije je dolga približno 31 m in prej se je mislilo, da je to enakovredno 100 bizantinskim čevljem. Svenshon je predlagal, da velikost stranice osrednjega trga Hagije Sofije ni 100 bizantinskih čevljev, temveč 99 čevljev. Ta meritev ni samo racionalna, ampak je tudi vgrajena v sistem stranske in diagonalne progresije števil (70/99) in zato uporabna vrednost v uporabni matematiki antike. Daje diagonalo 140, ki je obvladljiva za gradnjo ogromne kupole, kot je tista v Hagiji Sofiji.

### Nadstropje
Kamnita tla Hagije Sofije so iz 6. stoletja. Po prvi zrušitvi oboka je polomljena kupola ostala na mestu na prvotnem Justinijanovem nadstropju, novo nadstropje pa je bilo položeno nad ruševinami, ko je bila kupola ponovno zgrajena leta 558. Od postavitve tega drugega Justinijanovega nadstropja so tla postala del liturgije, s pomembnimi lokacijami in prostori, razmejenimi na različne načine z uporabo raznobarvnih kamnov in marmorja.
Tla so pretežno sestavljena iz prokonezijskega marmorja, pridobljenega na Prokonnezu (Marmarskem otoku) v Propontidi (Marmarskem morju). To je bil glavni beli marmor, uporabljen v spomenikih v Konstantinoplu. Druge dele tal, kot je tesalski verd antični "marmor", so pridobivali v Tesaliji v rimski Grčiji. Antične pasove tesalskega zelenja čez tla ladje so pogosto primerjali z rekami.
Tla so opevali številni avtorji in jih večkrat primerjali z morjem. Justinijanov pesnik Pavel Silentiarij je ambon in soleo, ki ga povezuje s svetiščem, primerjal z otokom v morju, pri čemer je samo svetišče pristanišče. Narratio iz 9. stoletja ga opisuje kot »kot morje ali tekoče vode reke«. Tudi Mihael Diakon je v 12. stoletju opisal tla kot morje, v katerem so kot otoki stali ambon in drugo liturgično pohištvo. Med osvajanjem Konstantinopla v 15. stoletju naj bi se osmanski kalif Mehmed povzpel na kupolo in galerije, da bi občudoval tla, ki so po besedah Tursun Bega spominjala na »morje v nevihti« ali »okamnelo morje«. Tudi drugi avtorji iz osmanskega obdobja so pohvalili tla; Tâcîzâde Cafer Çelebi ga je primerjal z valovi marmorja. Tla so bila 22. julija 2020 skrita pod preprogo.

### Narteks in portali
Cesarska vrata so bila glavni vhod med ekso- in esonarteksom in jih je prvotno uporabljal izključno cesar. Dolga klančina iz severnega dela zunanjega narteksa vodi na zgornjo galerijo.

### Zgornja galerija
Zgornja galerija ali matronej je v obliki podkve; s treh strani oklepa ladjo in jo prekinja apsida. Več mozaikov je ohranjenih v zgornji galeriji, območju, ki je tradicionalno rezervirano za cesarico in njen dvor. Najbolje ohranjeni mozaiki so v južnem delu galerije.
Severna galerija v prvem nadstropju vsebuje runske grafite, ki naj bi jih pustili člani varjaške garde. Strukturne poškodbe, ki so jih povzročile naravne nesreče, so vidne na zunanji površini Hagije Sofije. Da bi zagotovili, da Hagija Sofija ni utrpela nikakršne škode v notranjosti stavbe, so bile izvedene študije z uporabo radarja, ki prodira do tal, znotraj galerije Hagije Sofije. Z uporabo radarja, ki prodira v zemljo (GPR), so ekipe odkrile šibke cone v galeriji Hagije Sofije in tudi ugotovile, da je bila ukrivljenost kupole oboka premaknjena nesorazmerno v primerjavi z njeno prvotno kotno orientacijo.

### Kupola
Kupola Hagije Sofije je vzbudila posebno zanimanje mnogih umetnostnih zgodovinarjev, arhitektov in inženirjev zaradi inovativnega načina, kako so si jo prvotni arhitekti zamislili. Kupolo nosijo štirje sferični trikotni pendantivi, zaradi česar je bila Hagija Sofija ena prvih velikih uporab tega elementa. Pendantivi so vogali kvadratne osnove kupole in se ukrivljajo navzgor v kupolo, da jo podpirajo, s čimer zadržujejo bočne sile kupole in omogočajo njeni teži, da steče navzdol. Glavna kupola Hagije Sofije je bila do dokončanja bazilike svetega Petra največja viseča kupola na svetu in ima veliko nižjo višino kot katera koli druga kupola tako velikega premera.
Velika kupola v Hagiji Sofiji ima premer 32,6 metra in je debela le 0,61 metra. Glavni gradbeni material za prvotno Hagijo Sofijo sta bila opeka in malta. Za lažjo gradnjo streh so uporabljali opečni agregat. Teža agregata je 2402,77 kilograma na kubični meter, kar je bila povprečna teža takratne zidane konstrukcije. Zaradi plastičnosti materiala je bil izbran namesto rezanega kamna zaradi dejstva, da se agregat lahko uporablja na daljši razdalji. Po besedah Rowlanda Mainstona »je malo verjetno, da bi bila obočna lupina debelejša od ene običajne opeke«.
Teža kupole je ostala problem večji del obstoja stavbe. Prvotna kupola se je po potresu leta 558 popolnoma podrla; leta 563 je novo kupolo zgradil Izidor mlajši, nečak Izidorja iz Mileta. Za razliko od izvirnika je ta vključevalo 40 reber in je bila dvignjeno za 6,1 metra, da bi zmanjšali stranske sile na stene cerkve. Tudi večji del druge kupole se je zrušil v dveh epizodah, tako da sta od leta 2021 le dva dela sedanje kupole, severna in južna stran, iz rekonstrukcij leta 562. Od 40 reber celotne kupole vsebuje ohranjeni severni del osem reber, medtem ko južni del vključuje šest reber.
Čeprav ta zasnova stabilizira kupolo ter okoliške stene in loke, je dejanska konstrukcija zidov Hagije Sofije oslabila celotno strukturo. Zidarji so uporabili več malte kot opeke, kar je bolj učinkovito, če se malta usede, saj bi bila stavba bolj prožna; vendar gradbeniki niso pustili, da bi se malta strdila, preden so začeli z naslednjim slojem. Ko je bila kupola postavljena, so se stene zaradi njene teže nagnile navzven zaradi mokre malte pod njo. Ko je Izidor mlajši prezidal podrto kupolo, je moral najprej zidati notranjost sten, da so spet postale navpične. Poleg tega je arhitekt dvignil višino obnovljene kupole za približno 6 m, da stranske sile ne bi bile tako močne in bi se njena teža učinkoviteje prenašala navzdol v stene. Poleg tega je novo kupolo oblikoval v obliki školjke pokrovače ali notranjosti dežnika z rebri, ki segajo od vrha navzdol do podnožja. Ta rebra omogočajo, da teža kupole teče med okni, navzdol po pendantivih in na koncu do temeljev.
Hagija Sofija je znana po svetlobi, ki se odbija vsepovsod v notranjosti ladje, kar daje kupoli videz, kot da lebdi nad njo. Ta učinek je bil dosežen z vstavitvijo štiridesetih oken okoli podnožja prvotne strukture. Poleg tega je vstavitev oken v konstrukcijo kupole zmanjšala njeno težo.

### Oporniki
Skozi stoletja so bili dodani številni oporniki. Ločni oporniki na zahodu stavbe, čeprav se domneva, da so jih zgradili križarji ob obisku Konstantinopla, so bili dejansko zgrajeni v bizantinski dobi. To kaže, da so Rimljani predhodno poznali ločne opornike, ki jih je mogoče videti tudi v Grčiji, v Galerijevi rotundi v Solunu, v samostanu Hosios Lukas v Beotiji in v Italiji v osmerokotni baziliki San Vitale v Raveni. Drugi oporniki so bili zgrajeni v osmanskih časih pod vodstvom arhitekta Sinana. Skupno je bilo dodanih 24 opornikov.

### Minareti
Minareti so bili osmanski dodatek in ne del bizantinske zasnove prvotne cerkve. Zgrajeni so bili za obveščanje o vabilih k molitvam in obvestilih. Mehmed je zgradil lesen minaret nad eno od polkupol kmalu po pretvorbi Hagije Sofije iz stolnice v mošejo. Ta minaret danes ne obstaja. Eden od minaretov (na jugovzhodu) je bil zgrajen iz rdeče opeke in ga je mogoče datirati iz časa vladavine Mehmeda ali njegovega naslednika Bajazida II. Ostali trije so bili zgrajeni iz belega apnenca in peščenjaka, od katerih je tanek severovzhodni steber postavil Bajazid II., dva enaka, večja minareta na zahodu pa Selim II., zasnoval pa ju je slavni osmanski arhitekt Mimar Sinan. Oba sta visoka 60 m in njuni debeli in masivni vzorci dopolnjujejo glavno strukturo Hagije Sofije. Med popravili v 15., 16. in 19. stoletju so tem minaretom dodali številne okraske in podrobnosti, ki odražajo značilnosti in ideale vsakega obdobja.

## Pomembni elementi in okraski
Prvotno, pod Justinijanovo vladavino, so notranjo dekoracijo sestavljali abstraktni motivi na marmornih ploščah na stenah in tleh ter mozaiki na ukrivljenih obokih. Od teh mozaikov sta dva nadangela Gabrijel in Mihael še vedno vidna v spandrelih (vogalih) beme. Bilo je že nekaj figurativnih okraskov, kot potrjuje ekfraza Pavla Silentiarija iz poznega 6. stoletja, Opis Hagije Sofije. Prečniki galerije so obloženi z intarziranimi tankimi ploščami (opus sectile), ki prikazujejo vzorce in figure rož in ptic v natančno rezanih kosih belega marmorja, postavljenih na ozadje črnega marmorja. V poznejših fazah so dodali figurativne mozaike, ki so bili uničeni med ikonoklastično polemiko (726–843). Današnji mozaiki so iz poikonoklastičnega obdobja.
Poleg mozaikov je bilo v drugi polovici 9. stoletja dodanih veliko figurativnih okraskov: podoba Kristusa v osrednji kupoli; vzhodnopravoslavni svetniki, preroki in cerkveni očetje v timpanonu spodaj; zgodovinske osebnosti, povezane s to cerkvijo, kot je patriarh Ignacij; in nekaj prizorov iz evangelijev v galerijah. Bazilij II. je umetnikom dovolil naslikati velikanskega serafina s šestimi krili na vsakega od štirih pendantivov. Osmani so njihove obraze prekrili z zlatimi zvezdami, a leta 2009 je bila ena od njih povrnjena v prvotno stanje.
- Loža cesarice. Stebri so iz zelenega tesalskega kamna
- Verd antični stebri in disk v cesaričini loži
- Lustracijska žara, ki jo je iz Pergamona prinesel Murat III. Izklesan iz enega bloka marmorja v 2. stoletju pr. n. št.
- Marmorna vrata
- Steber želja